# Marchaul
Marchaul nebo Mercheuli (abchazsky Мархьаул, gruzínsky მერხეული – Mercheuli) je vesnice v Gruzii v okrese Gulrypš. Leží přibližně 11 km severně od okresního města Gulrypš. Obec sousedí na západě s Mačarou a s Bagbaranem, na severu s Cabalem, na jihoovýchodě s Kacikytem a na jihu s Pšapem. Obcí protéká řeka Mačara a vede tudy Suchumská vojenská silnice, spojující Suchumi s ruským Čerkeskem přes soutěsku Kodori.
Oficiálním názvem obce je Vesnický okrsek Marchaul (rusky Мерхеулская сельская администрация, abchazsky Мархьаул ақыҭа ахадара). Za časů Sovětského svazu se okrsek jmenoval Mercheulský selsovět (Мерхеульский сельсовет).

## Části obce
Součástí Marchaulu jsou následující části:
- Marchaul (Мархьаул)
- Abdzakvara (Абӡакәара)
- Agšachu (Аӷшахәы)
- Barouachu (Бароуахә) – dříve rusky Novočernigovka a gruzínsky Vašlovani
- Gurzaul (Ӷәырзаул)
- Eibychuca / Aibychuca (Еибыхәҵа / Аибыхәҵа)
- Kvantala (Қәанҭала)
- Horní Mačara (Маҷара аҳабла)
- Parnaut (Ԥарнауҭ)

## Historie
V roce 1877 byla značná část zdejšího abchazského obyvatelstva během mahadžirstva následkem Kavkazské války vyhnána do Osmanské říše a zůstalo pouze dvacet Abchazů, kteří měli vyšší společenské postavení než zbytek populace. Do konce 19. století se do obce přistěhovali Rusové, Megrelové, v roce 1897 také Arméni z Trabzonu a později další Arméni prchající před genocidou. V Marchaulu se roku 1899 narodil sovětský politik a Stalinův vykonavatel Lavrentij Pavlovič Berija. Během sovětského období počet ruského obyvatelstva obce trvale klesal a převahu získali Megrelci a Arméni. V obci byla postavena arménsko-gruzínská střední škola a arménská základní škola. Dále knihovna, kulturní dům, zdravotní středisko a sídlil zde podnik veřejných služeb.
Po válce v Abcházii v roce 1993 většina megrelského obyvatelstva opustila zemi a počet obyvatel klesl zhruba na čtvrtinu. I nadále převažují Arméni.

## Obyvatelstvo
Dle nejnovějšího sčítání lidu z roku 2011 je počet obyvatel této obce 839 a jejich složení následovné:
- 640 Arménů (76,3 %)
- 79 Gruzínů (9,4 %)
- 72 Abcházů (8,6 %)
- 37 Rusů (4,4 %)
- 11 ostatních národností (1,3 %)

Před válkou v Abcházii žilo v obci bez přičleněných vesniček 1939 obyvatel. V celém Mercheulském selsovětu žilo 3076 obyvatel.